# Kiestagebau

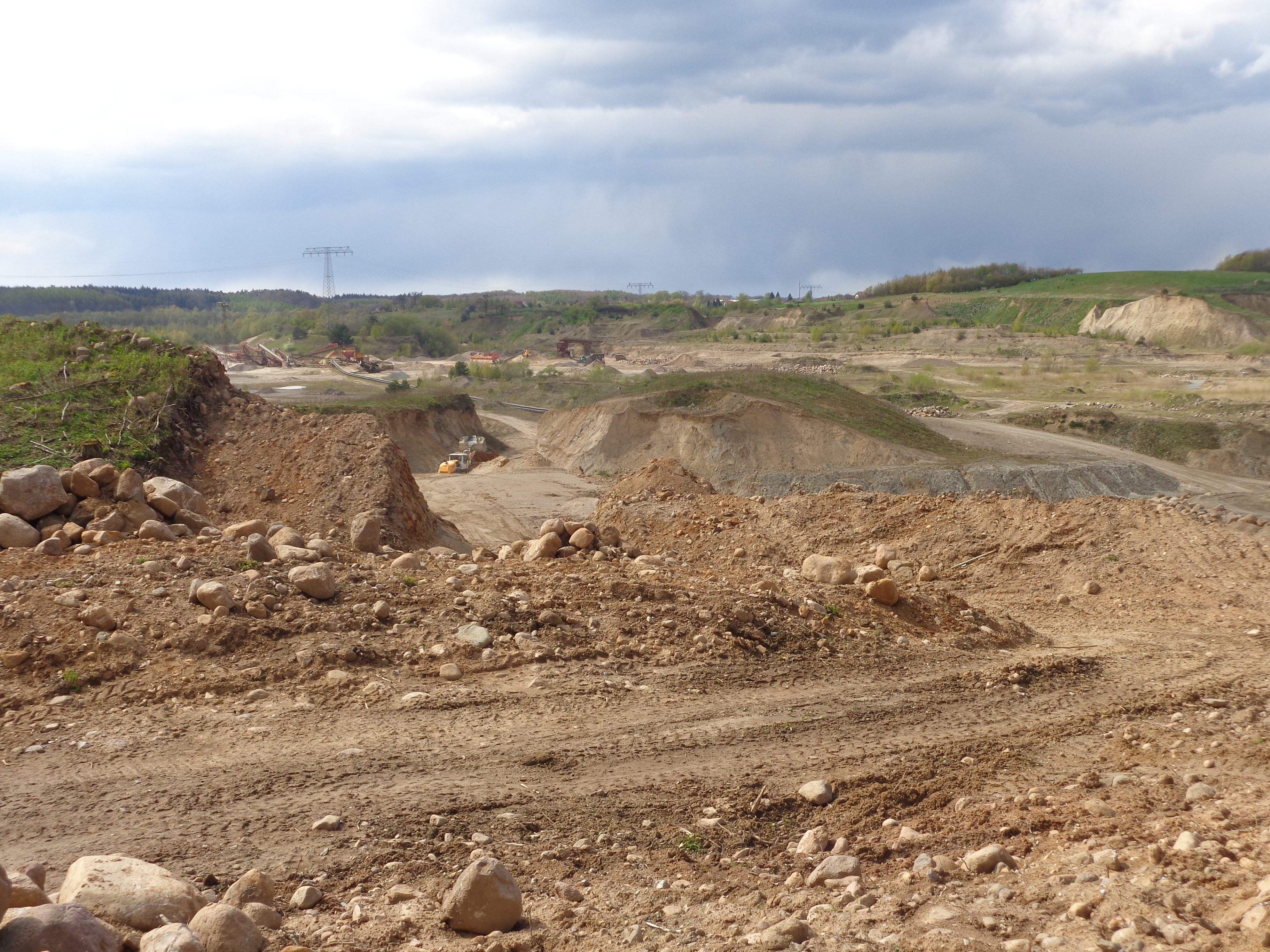
Kieswerk von HeidelbergCement in Langhagen, Mecklenburg

Kiesgrube in Neuenhof, 1942

In einem Kiestagebau erfolgt der Abbau von lockerem Sediment, um Sand und Kies als natürliche Gesteinskörnung zu gewinnen. Ein Kiestagebau wird auch als Kiesgrube oder Kieswerk bezeichnet. Ähnlich wie in einem Schotterwerk wird das gewonnene Material ganz überwiegend als Baustoff verwendet.

## Bedeutung

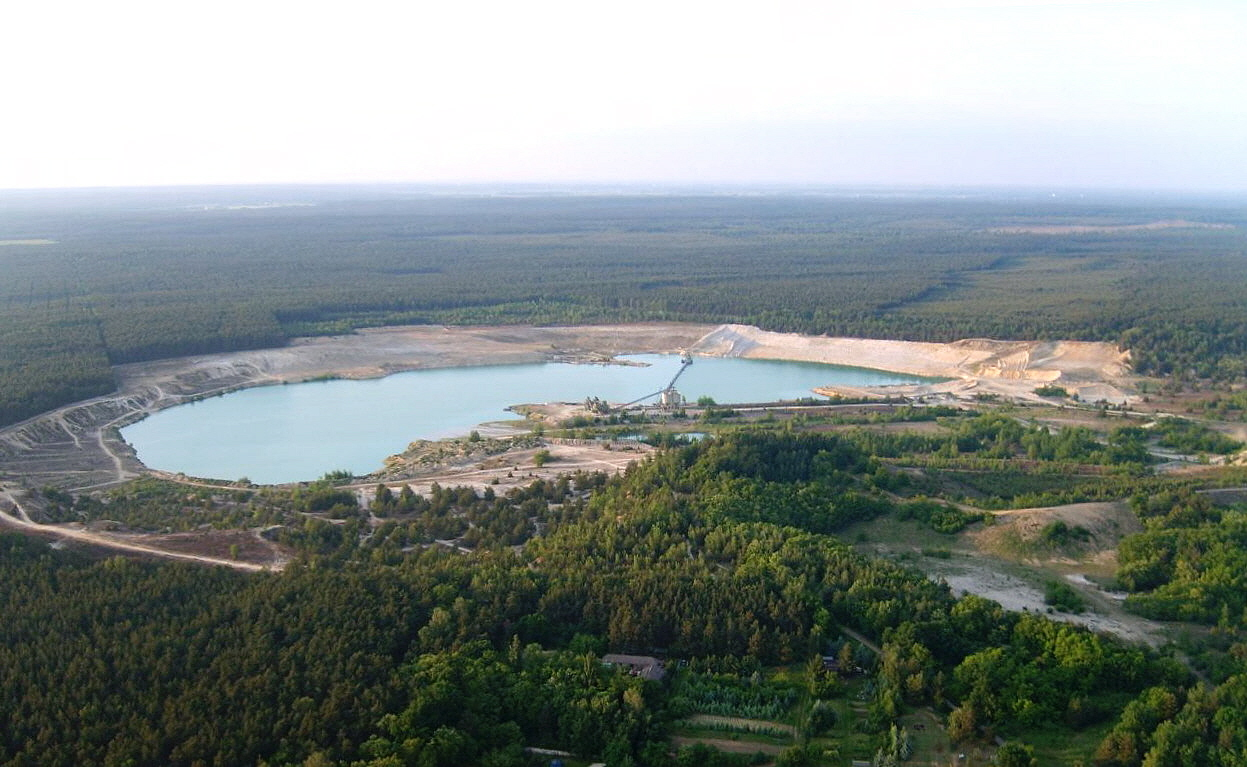
Kiesgrube Haida in der Gemeinde Röderland

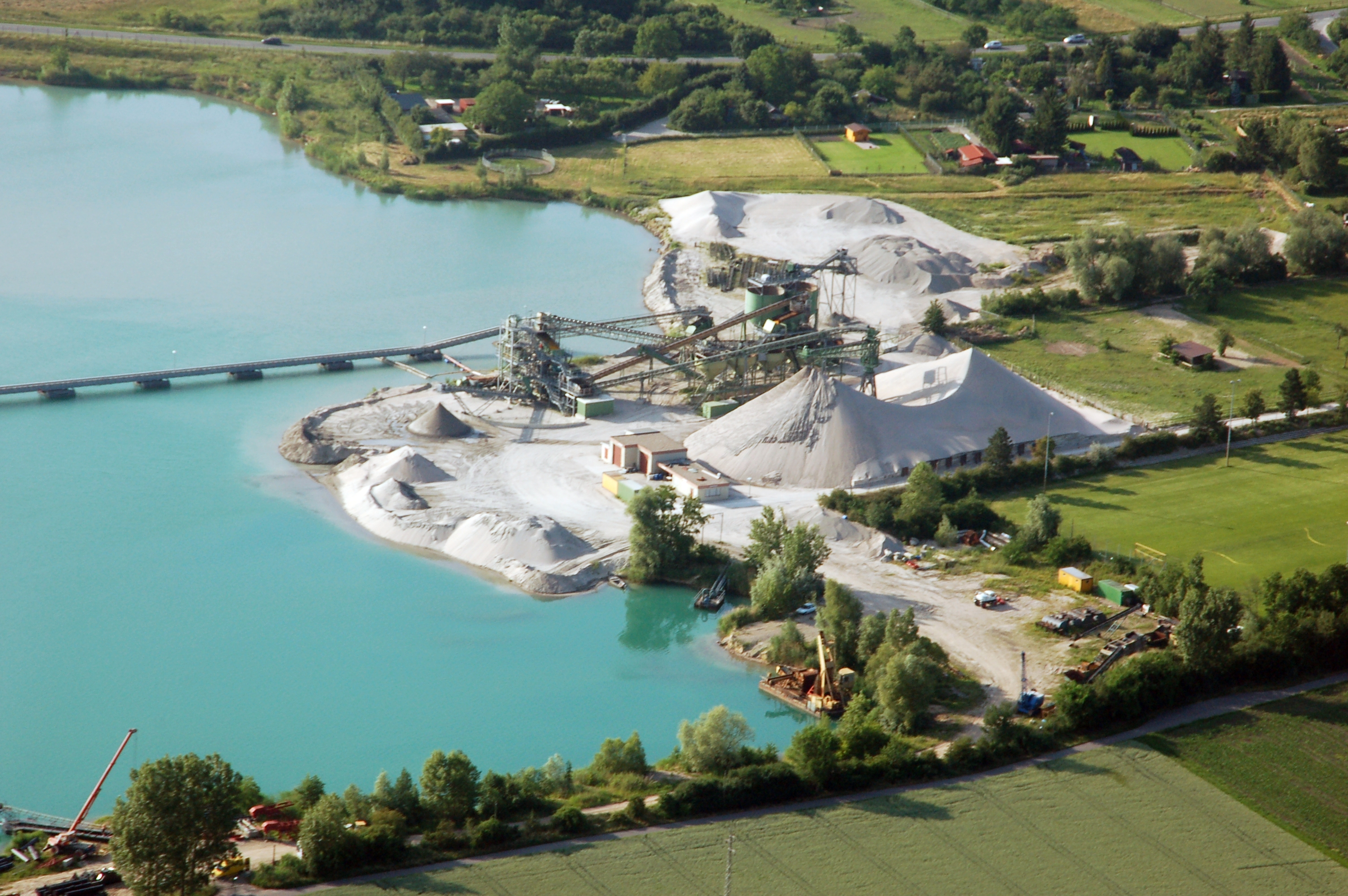
Kiesgrube bei Geinsheim am Rhein

Kiestagebaue haben eine Ausdehnung zwischen etwa 50 und 300 Metern. Der Abbau erfolgt mit Baggern oder ähnlichem Räumgerät. Die Abbautiefe kann von einigen Metern bis zu fast 50 Metern reichen, der mögliche Aushub viele 100.000 Kubikmeter betragen.
Allein in Deutschland wurden 2018 mindestens 259 Millionen Tonnen Sand und Kies gefördert. In der gesamten EU28 waren es im gleichen Jahr über eine Milliarde Tonnen.
In Deutschland, Österreich und den meisten EU-Staaten unterliegt die Genehmigung des Abbaus von Massenrohstoffen heute strengen Auflagen des Umweltschutzes und der Flächenwidmung. Kiesgruben oder Baggerseen sind ein häufiger Gewässertyp auch in Bundesländern wie z. B. Niedersachsen, das ansonsten arm an natürlichen Gewässern ist.
Viele Betreiber von Kiestagebauen arbeiten auch als Transportunternehmen für größere Erdarbeiten oder für den Aushub von Baugruben.

## Lagerstätten
Größere Lagerstätten dieser als „Massenrohstoffe“ bezeichneten Sedimente finden sich an Flussterrassen – etwa in der Rheinebene – und als Endmoränen von Gletschern den Eiszeitaltern. Im Schotter dieser ehemaligen eiszeitlichen Flussebenen kommt es gelegentlich zu interessanten fossilen Funden wie zum Beispiel in der Kiesgrube von Ballwil im Kanton Luzern, wo 2006 ein gut erhaltener großer Stoßzahn eines Mammuts gefunden wurde.
Durch großräumige Verfrachtung, Gebirgsbildung oder andere Tektonik kann der Kies weitflächige Schichten im geologischen Untergrund einnehmen – etwa in Norddeutschland, im Bereich ehemaliger Eiszeit-Gletscher oder in der Molassezone des Alpenvorlandes, wie z. B. in Oberschwaben.
Bei Überschwemmungen, in Talstufen von Wildbächen und in früheren Mäandern kann sich Geröll und Kies in größeren Mengen ablagern oder Kiesbänke bilden.

## Abbau und Aufbereitung
Der Abbau erfolgt im offenen Tagebau mit Hilfe von Baggern. Bei mit Wasser gefüllten Gruben auch mit Schwimmbaggern. Anschließend wird das Material gewaschen, um es von Fremdkörpern zu bereinigen. Danach erfolgt eine Siebung, um die vom Markt erforderlichen Fraktionen bei Sand und Kies herzustellen. Die Fraktionen werden anschließend auf Halden oder in Silos gelagert. Gelegentlich erfolgt auch eine Zerkleinerung, um zu große Korngrößen auf marktgängige Größen zu zerkleinern oder um kubiziertes Material, d. h. Material mit mehreren Bruchflächen, zu gewinnen. Kieswerke gibt es als stationäre Anlagen und auch als mobile Einrichtungen bzw. als Verkettung von mobilen Geräten.

## Beendigung des Abbaus und Nachnutzung
Aufgelassene Tagebaue werden auf etwaige Altlasten untersucht. Die steilen Hänge und Abbruchkanten müssen verflacht werden. Wenn die bei der Förderung entstandenen Hohlräume und Gruben nach Beendigung des Abbaus offen bleiben, füllen sie sich meist mit Grundwasser und es entsteht ein Baggersee. Diese Seen werden (wie auch die Ziegelteiche) später – und oft auch schon währenddessen – als Fisch- oder Badesee genutzt und bei Eignung zum Teil eines Erholungsgebietes.
Auch Vogel- und Naturschutzgebiete können entstehen. Insbesondere in Flachwasserzonen, die sich oft durch das Wiedereinleiten von Feinsanden aus den Aufbereitungsanlagen bilden, bestehen hervorragende Lebensbedingungen für eine Vielzahl zum Teil bedrohter Arten. Wurde der Kies in einem Grundwasserstrom abgebaut, so bleibt der Baggersee auch im Winter eisfrei. Hier finden Wasservögel auch in strengen Wintern einen Ruheraum und eine Nahrungsquelle.
Besteht kein oder nur wenig Kontakt zum Grundwasser, wird das Loch meist verfüllt. In Betracht kommen hier eine Deponie für Erdaushub, Bauschutt oder Hausmüll. In früheren Zeiten wurden manche Gruben auch mit einer besonderen Abdichtung versehen und zur Einlagerung von Sondermüll genutzt, der aber heute eigene Entsorgungswege hat. Mit Folien (Geotextilien) werden hingegen heute auch die Hausmülldeponien abgesichert.

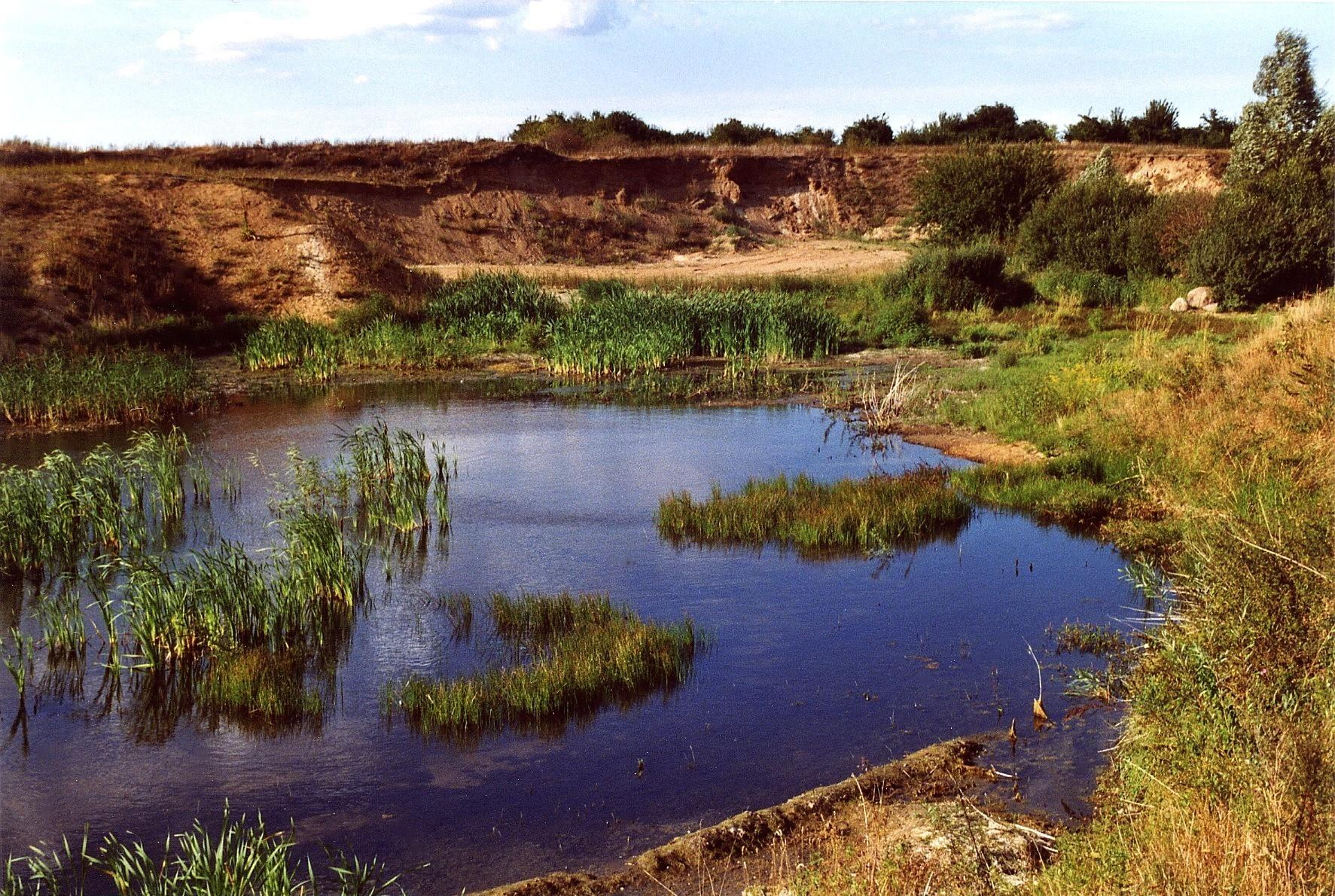
Eine naturnah entwickelte ehemalige Schottergrube

Einige der ehemalige Kiestagebaue werden als Swingolfanlagen (z. B. in Schülp in Mittelholstein) genutzt, andere als Motocross-Parcours (u. a. in Kayhof, Ostholstein), für Jugendfeste (u. a. „Stonehenge“ in Oberösterreich) oder für Einsatzübungen (z. B. von Taucherstaffeln). In den letzten Jahren entstehen zunehmend Photovoltaikanlagen auf den ehemaligen Abbauflächen.
Die vorgesehene Nachnutzung wird bereits im Antragsverfahren im Rahmen der Raumordnung im landschaftspflegerischen Begleitplan (LBP) festgesetzt. Vorrangig werden dabei Ansprüche des Naturschutzes befriedigt, da der Abbau einen schwerwiegenden Eingriff in den Naturhaushalt und das Landschaftsbild darstellt. Es muss hier ein Ausgleich geschaffen werden, grundsätzlich im Verhältnis von 1:1. Dies geschieht durch Renaturierung der Abbaufläche, oder Bereitstellung einer Ausgleichsfläche in gleicher Größe.